# Рождественское (Тамбовская область)
Рождественское — село в Рассказовском районе Тамбовской области России. Административный центр Рождественского сельсовета.

## География
Расположено в центральной части области.

## История
Село впервые упоминается в документах ревизской сказки 1745 года записано: «Новопоселенное село Рождественское, Большого и Малого Ломовиса тож, перешедших сюда из села Саюкино Михайловского прихода однодворцы…». В то время у однодворцев села Рождественского имелось 95 дворов с населением 388 мужских душ да несколько душ было дворовых людей. Жил здесь и мелкий помещик Василий Ерчнев. Он имел 16 крепостных, переселенных им из села Богословки Шацкого уезда.
Судя по документам, село Рождественское основано в начале 40-х годов XVIII века. В числе первых жителей были Семен Каменев, Максим Каменев, Севостьян Самойлов, Сергей Руднев, Макар Есиков и другие.

## Население
| 2010 |
| ---- |
| 490  |

## Инфраструктура
Администрация поселения, школа, почтамт.

## Транспорт
Просёлочные дороги.